# Louis Moreau
Auguste Moreau ("Louis Moreau", "Louis Auguste Moreau") (Parijs 23 april 1855 - Montgeron 18 oktober 1919) was een Franse beeldhouwer. Hij behoort tot de familie Moreau, een dynastie van gerenommeerde beeldhouwers afkomstig uit Dijon, die zich later in Parijs vestigden.

## Biografie

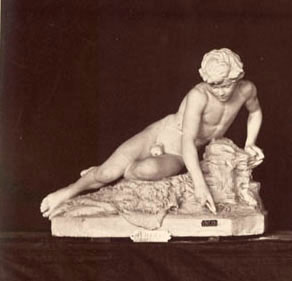
Louis Auguste Moreau, Giotto (1880), gips, Bagnères-de-Bigorre, Musée Salies.

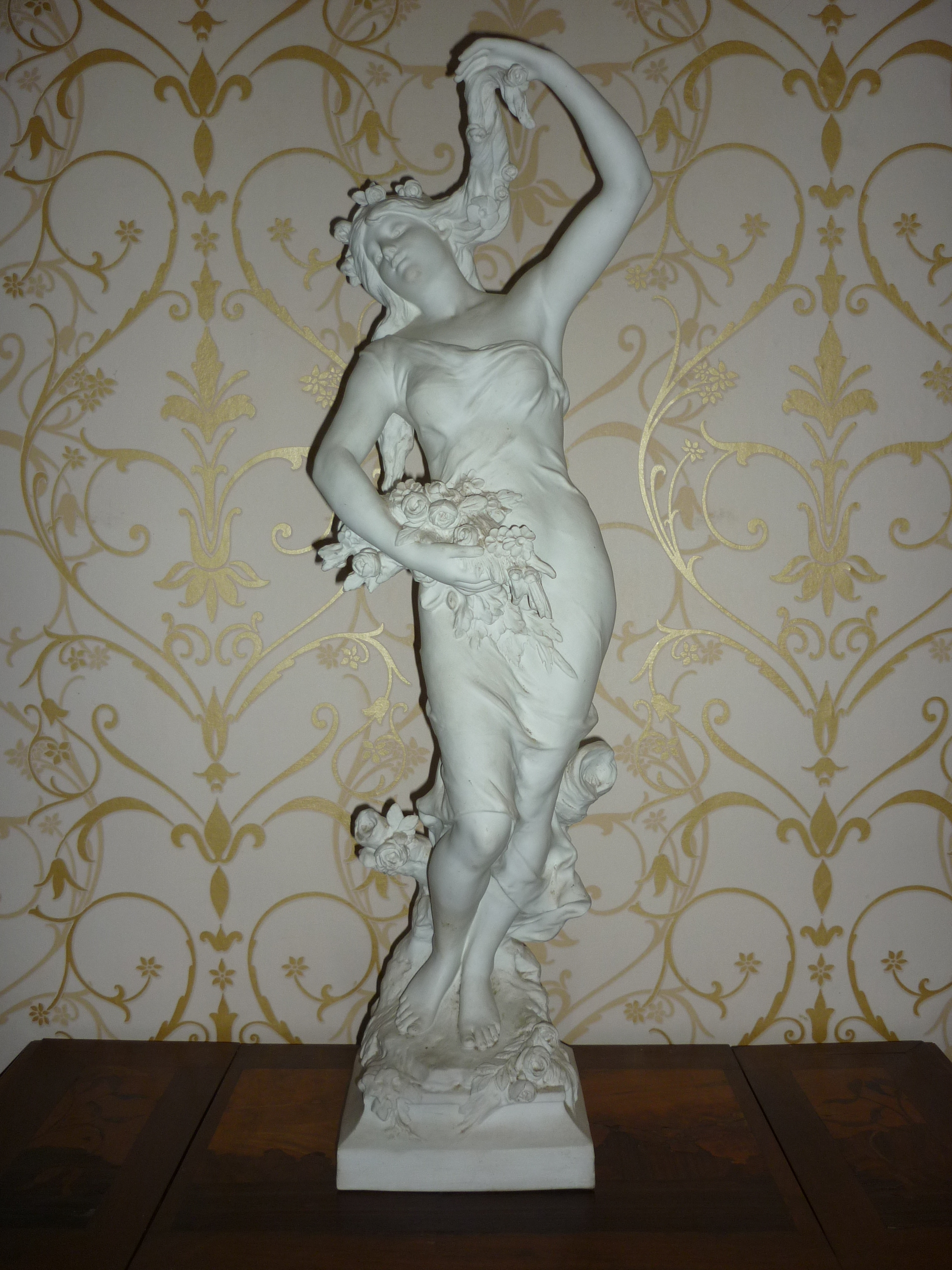
Naar Louis Auguste en François Moreau, Le Printemps (circa 1890-1900), Sèvres-biscuit, plaats onbekend.

Hij was de zoon van Auguste Moreau (1834-1917) en de broer van François Moreau (1857-1930).
Louis Moreau kreeg zijn basisopleiding in de beeldhouwkunst van zijn vader Auguste en zijn oom Mathurin Moreau. Hij studeerde daarna verder aan de Ecole nationale supérieure des Beaux-Arts in Parijs waar hij een leerling was van Aimé Millet, Auguste Dumont en Gabriel-Jules Thomas.
Vanaf 1875 nam hij deel aan de tentoonstellingen van de Salon des Artistes français. In 1878 werd hij lid van de Société des artistes français. In 1888 werd hij lid van de jury van de Salon.
Zijn werken werden regelmatig bekroond. Hij behaalde een eremedaille 3e klasse in 1880 op de Salon. Op de wereldtentoonstellingen van Parijs behaalde hij een bronzen medaille in 1889 en nog een bronzen medaille in 1900.
De onderwerpen van zijn werken zijn meestal allegorische en klassieke groepen en bekende personen.
Hij maakte ook werken in de Art Nouveau-stijl, vooral van jonge vrouwen, kinderen en fictieve of historische heldinnen, allen omringd met bloemmotieven en andere ornamenten.
Hij was net als de andere leden van de Moreau-familie ook een gewiekst zakenman. Zijn creaties die hij in de Salons tentoonstelde, werden later gereproduceerd in marmer en brons voor de bourgeoisie en in goedkopere materialen zoals spelter (een zink-lood legering die lijkt op brons), tin en biscuit voor de gewone man. Dit kwam tegemoet aan het  basisprincipe van de  Art Nouveau om kunst in alles en voor iedereen te integreren in het maatschappijbeeld. 
Zijn werken zijn gesigneerd met  "Louis Moreau" in cursief schrift.
Samen met zijn broer François Moreau richtte hij een partnerschap op waarvan de productie de signatuur "L & F Moreau" (in cursief schrift) draagt. Onder deze naam brachten de twee broers op grote schaal sculpturen in brons, spelter en biscuit op de markt, sommige vergelijkbaar met de beelden ondertekend door Louis Moreau zelf, en daarnaast talrijke beweegbare objecten zoals sierlijke klokken en gebruikersvoorwerpen in spelter. Deze academische of Art Nouveau kunst- en decoratieve voorwerpen zijn ruim verspreid.
Het atelier van Louis Moreau bevond zich in de rue Pelleport in Parijs.
Louis  Moreau overleed in Montgeron op 18 oktober 1919.
Hij beïnvloedde andere beeldhouwers van de Belle Époque, zoals zijn leerling Lucien Alliot (1877-1967).
Hij was de vader van de kunstschilder Gaston Moreau (Auguste Gaston Bernard Moreau Parijs 17-02-1885 - Bayonne 15-5-1980).

## Musea
Zijn werken zijn in bezit van vele musea, waaronder 
New York: Gray Art Gallery
Southport: Atkinson Art Gallery and Library
Edinburgh: City Art Centre
Rochefort: Kunst- en Geschiedenismuseum
Bagnères-de-Bigorre: Musée Salies
Roubaix: La Piscine
Straatsburg: Historisch Museum

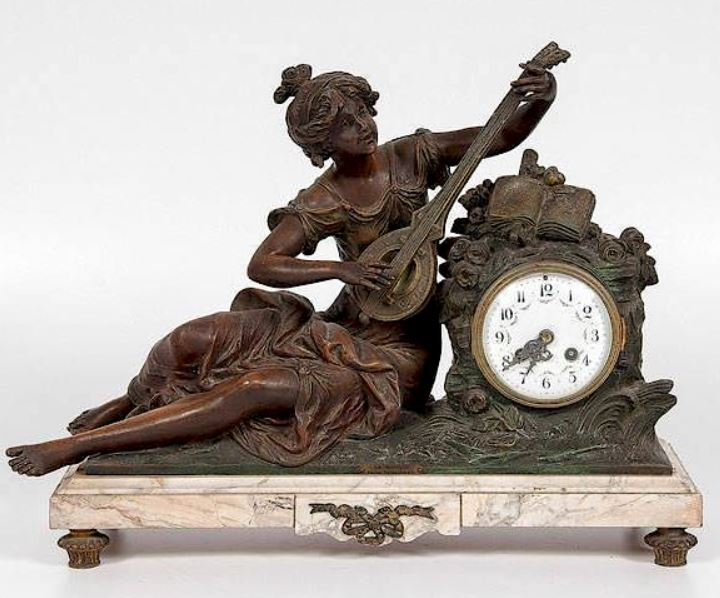
Klok in spelter vervaardigd door het atelier L & F Moreau

Périgueux:  Museum voor 'Kunst en Archeologie uit de Périgord

## Enkele werken
- Giotto, Salon van 1880, gips[25], Bagnères-de-Bigorre, musée Salies.[8]
- Psyche verrast de slapende Cupido (Psyche surprenant l'Amour endormi), Salon van 1882, gips[8],locatie onbekend.
- Slaaf (Esclave), Salon van 1884, bronzen buste, aangekocht door de staat[26], locatie onbekend.
- Calliope, de muze van epische poëzie (Caliope, la muse de la poésie épique), bronzen beeld, Southport, Atkinson Art Gallery and Library.[20]
- De genialiteit van Kunst en Wetenschappen (Génie des Arts et des Sciences), polychrome spelter, Roubaix, La Piscine[22] .
- Zomernacht (Nuit d'été), Salon van 1894, brons, locatie onbekend.
- Triomf (Le  Triomphe), 1900, brons, locatie onbekend.
- De voorzienigheid (Mutualité), 1900, spelter , locatie onbekend.
- Salammbô, vergulde bronzen buste bezet met stenen[27], locatie onbekend.